# Jan Erik Digernes
Jan Erik Digernes est un patineur artistique norvégien. Il est triple champion de Norvège en 1989, 1990 et 1993.

## Biographie

### Carrière sportive
Jan Erik Digernes est triple champion de Norvège en 1989, 1990 et 1993.
Il représente son pays à sept championnats européens (1989 à Birmingham, 1990 à Léningrad, 1991 à Sofia, 1992 à Lausanne, 1993 à Helsinki, 1994 à Copenhague et 1995 à Dortmund) et cinq mondiaux (1990 à Halifax, 1991 à Munich, 1992 à Oakland, 1993 à Prague et 1995 à Birmingham).
Jan Erik Digernes se retire des Jeux olympiques d'hiver de 1992 à Albertville alors qu'il avait été sélectionné. Pour les Jeux olympiques d'hiver suivant, qui se déroulent dans son pays à Lillehammer en 1994, le Comité olympique norvégien avait annoncé que les patineurs aspirant à être sélectionnés pour la Norvège devaient terminer parmi les 12 premiers aux championnats d'Europe ou du monde ; Aucun patineur n'ayant réussi, cela conduit la Norvège à renoncer à ses places de patinage artistique que le pays hôte avait pourtant reçues automatiquement.
Il arrête les compétitions sportives après les mondiaux de 1995.

## Palmarès
| Compétitions principales | 1989    | 1990    | 1991    | 1992    | 1993    | 1994    | 1995    |  |  |  |  |  |  |  |
| Jeux olympiques d'hiver  |         |         |         | F       |         |         |         |  |  |  |  |  |  |  |
| Championnats du monde    |         | 25e     | 24e     | 24e     | 23e     |         | 27e     |  |  |  |  |  |  |  |
| Championnats d'Europe    | 18e     | 26e     | 16e     | 18e     | 19e     | 23e     | 23e     |  |  |  |  |  |  |  |
| Championnats de Norvège  | 1er     | 1er     | F       | F       | 1er     | F       | F       |  |  |  |  |  |  |  |
|                          |         |         |         |         |         |         |         |  |  |  |  |  |  |  |
| Autre Compétition        | 1988/89 | 1989/90 | 1990/91 | 1991/92 | 1992/93 | 1993/94 | 1994/95 |  |  |  |  |  |  |  |
| Skate Canada             |         |         |         | 10e     |         | 10e     |         |  |  |  |  |  |  |  |
| Légende : F = Forfait    |         |         |         |         |         |         |         |  |  |  |  |  |  |  |